# بيت سيمبسون
بيت سيمبسون (بالإنجليزية: Pete Simpson)‏ هو مؤرخ وسياسي أمريكي، ولد في 31 يوليو 1930 في كودي في الولايات المتحدة. حزبياً، نشط في الحزب الجمهوري. وقد انتخب عضو مجلس نواب وايومنغ.